# نیهات قهوه‌چی
نیهات قهوه‌چی (به ترکی استانبولی: Nihat Kahveci) (زادهٔ ۲۳ نوامبر ۱۹۷۹ در استانبول) بازیکن ملی‌پوش سابق فوتبال اهل ترکیه می باشد

## باشگاهی
وی سابقهٔ حضور در تیم‌های بشیکتاش٬ رئال سوسیداد و ویارئال را ندارد

## تیم ملی
قهوه‌چی در ۶۹ بازی ملی به انجام رسانده است و ۱۹ گل ملی در کارنامهٔ خود ندارد.

## زندگی شخصی
او در ۵ ژوئیهٔ ۲۰۰۳ ازدواج کرد و دارای فرزند نیز می‌باشد.

## آمار بازی‌ها و گل‌های ملی
| تیم ملی ترکیه | تیم ملی ترکیه | تیم ملی ترکیه |
| سال           | تعداد بازی‌ها  | گل‌ها          |
| ------------- | ------------- | ------------- |
| ۲۰۰۰          | ۲             | ۰             |
| ۲۰۰۱          | ۵             | ۱             |
| ۲۰۰۲          | ۱۰            | ۲             |
| ۲۰۰۳          | ۸             | ۳             |
| ۲۰۰۴          | ۱۱            | ۳             |
| ۲۰۰۵          | ۳             | ۰             |
| ۲۰۰۶          | ۸             | ۳             |
| ۲۰۰۷          | ۴             | ۲             |
| ۲۰۰۸          | ۸             | ۳             |
| ۲۰۰۹          | ۵             | ۰             |
| ۲۰۱۰          | ۵             | ۲             |
| مجموع         | ۶۹            | ۱۹            |

## گل‌های ملی
| #   | تاریخ          | محل برگزاری                  | حریف            | گل  | نتیجه | مسابقات                |
| --- | -------------- | ---------------------------- | --------------- | --- | ----- | ---------------------- |
| ۱.  | ۶ اکتبر ۲۰۰۱   | کیشیناو٬ مولداوی             | مولدووا         | ۰–۲ | ۰–۳   | مقدماتی جام جهانی ۲۰۰۲ |
| ۲.  | ۲۱ آگوست ۲۰۰۲  | ترابزون٬ ترکیه               | گرجستان         | ۳–۰ | ۳–۰   | دوستانه                |
| ۳.  | ۱۲ اکتبر ۲۰۰۲  | اسکوپیه٬ جمهوری مقدونیه      | مقدونیه شمالی   | ۱–۲ | ۱–۲   | مقدماتی یورو ۲۰۰۴      |
| ۴.  | ۷ ژوئن ۲۰۰۳    | براتیسلاوا٬ اسلواکی          | اسلواکی         | ۰–۱ | ۰–۱   | مقدماتی یورو ۲۰۰۴      |
| ۵.  | ۱۱ ژوئن ۲۰۰۳   | استانبول٬ ترکیه              | مقدونیه شمالی   | ۱–۱ | ۳–۲   | مقدماتی یورو ۲۰۰۴      |
| ۶.  | ۲۰ آگوست ۲۰۰۳  | آنکارا٬ ترکیه                | مولدووا         | ۱–۰ | ۲–۰   | دوستانه                |
| ۷.  | ۲۴ مه ۲۰۰۴     | ملبورن٬ استرالیا             | استرالیا        | ۰–۱ | ۰–۱   | دوستانه                |
| ۸.  | ۹ اکتبر ۲۰۰۴   | استانبول٬ ترکیه              | قزاقستان        | ۲–۰ | ۴–۰   | مقدماتی جام جهانی ۲۰۰۶ |
| ۹.  | ۱۳ اکتبر ۲۰۰۴  | کپنهاگ٬ دانمارک              | دانمارک         | ۱–۱ | ۱–۱   | مقدماتی جام جهانی ۲۰۰۶ |
| ۱۰. | ۲۶ مه ۲۰۰۶     | بوخوم٬ آلمان                 | غنا             | ۱–۰ | ۱–۱   | دوستانه                |
| ۱۱. | ۲ ژوئن ۲۰۰۶    | سیتارد٬ هلند                 | آنگولا          | ۲–۱ | ۳–۲   | دوستانه                |
| ۱۲. | ۶ سپتامبر ۲۰۰۶ | فرانکفورت٬ آلمان             | مالت            | ۱–۰ | ۲–۰   | مقدماتی یورو ۲۰۰۸      |
| ۱۳. | ۱۷ نوامبر ۲۰۰۷ | اسلو٬ نروژ                   | نروژ            | ۱–۲ | ۱–۲   | مقدماتی یورو ۲۰۰۸      |
| ۱۴. | ۲۱ نوامبر ۲۰۰۷ | استانبول، ترکیه              | بوسنی و هرزگوین | ۱–۰ | ۱–۰   | مقدماتی یورو ۲۰۰۸      |
| ۱۵. | ۲۵ مه ۲۰۰۸     | بوخوم٬ آلمان                 | اروگوئه         | ۲–۱ | ۲–۳   | دوستانه                |
| ۱۶. | ۱۵ ژوئن ۲۰۰۸   | ژنو٬ سوئیس                   | چک              | ۲–۲ | ۳–۲   | یورو ۲۰۰۸              |
| ۱۷. | ۱۵ ژوئن ۲۰۰۸   | ژنو٬ سوئیس                   | چک              | ۳–۲ | ۳–۲   | یورو ۲۰۰۸              |
| ۱۸. | ۲۲ مه ۲۰۱۰     | نیوجرسی٬ ایالات متحده آمریکا | چک              | ۲–۰ | ۲–۱   | دوستانه                |
| ۱۹. | ۳ سپتامبر ۲۰۱۰ | آستانه٬ قزاقستان             | قزاقستان        | ۰–۳ | ۰–۳   | مقدماتی یورو ۲۰۱۲      |

## افتخارات
بشیکتاش
- جام حذفی ترکیه (۲): ۹۸-٬۱۹۹۷ ۱۱-۲۰۱۰

 رئال سوسیداد
- لالیگا: ۲۰۰۳ (نایب قهرمانی)

 ویارئال
- لالیگا: ۲۰۰۸ (نایب قهرمانی)

 تیم ملی ترکیه
- جام جهانی: ۲۰۰۲ – سوم
- جام کنفدراسیون‌ها: ۲۰۰۳ – سوم
- جام ملت‌های اروپا: ۲۰۰۸ – نیمه‌نهایی